# Моника Ковет
Моника Ковет (фр. Monique Covét), настоящее имя Моника Виши (венг. Visi Monika, род. 14 июля 1976 года, Будапешт) — венгерская порноактриса и фетиш-модель, лауреатка премии Venus Award. Работала в порноиндустрии в качестве актрисы с 1995 года. В Интернете часто можно встретить упоминание под фамилией Cancellieri — это псевдоним, использовавшийся на студии Private Media Group в ранние годы карьеры.

## Биография
В возрасте 16 лет Ковет уже работала моделью в Будапеште. По её собственным словам, её карьера в индустрии для взрослых началась случайно, когда ей было 18 лет.

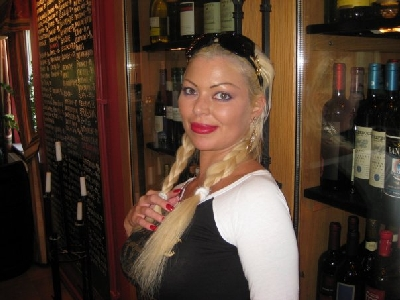
Ковет в 2012 году

## Личная жизнь
Ковет заявляет, что она бисексуалка.

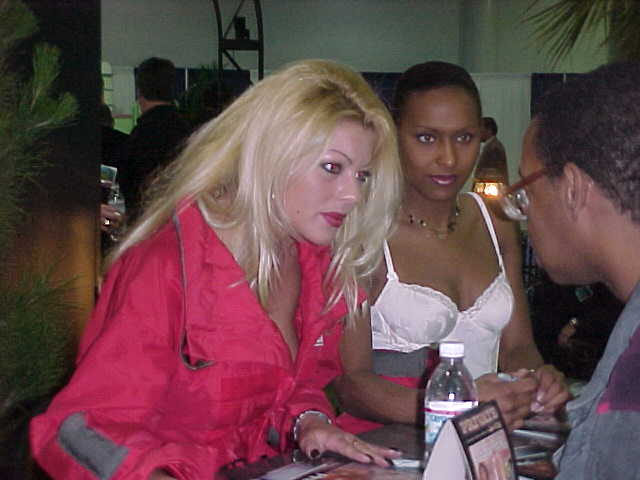
Ковет и Беттина Кэмпбелл, 7-10 января 1999 г., Лас-Вегас

## Награды и номинации
- 2001 Venus Award победа — лучшая актриса (Европа)[5]
- 2002 Venus Award — Лучшая восточно-европейская эротическая актриса (вместе с Ритой Фалтояно)
- 2004 Berlin Erotic Film Festival — Jury Actress Award
- 2004 Brussels Erotic Film Festival European X Awards — Lifetime Achievement Award

## Избранная фильмография
- Amanda Diary 4 (2001)
- Amanda Diary 5 (2001)
- Dream Factory (2002)
- Erica (2000)
- Helen contre Helen (1999)
- Hell, Whores and High Heels (2001)
- Hot Spice Girls (1997)
- Monique Covet (2001)
- Private XXX 12 (1999)
- Private XXX 4 (1999)
- Rocco never say never 1 (2001)
- Rubberfuckers Rule (2001)
- Tanya Hyde’s London calling (2000)
- Tanya Hyde’s twisted dreams (1999)
- The Gigolo (1995)
- The Tower 1 (1995)
- The Tower 2 (1995)
- The Tower 3 (1995)
- The best by private 15 (1999)
- The best by Private 16 (1999)
- The splendor of hell (2001)
- Triple X 3 (1995)
- Triple X 4 (1995)
- Video Magazine 21 (1995)
- Video Magazine 24 (1995)
- Video Magazine 25 (1995)
- Video Magazine 26 (1995)
- Xtreme desires (1999)